# Жизнь и приключения Мишки Япончика
«Жизнь и приключения Мишки Япончика» — украинский криминальный телесериал, основанный на реальных событиях.

## Сюжет
Одесса, 1900-е годы. Совсем недавно по городу прокатилась волна еврейских погромов. Участник сопротивления, 13-летний Миша Винницкий, за убийство полицейского попадает в тюрьму. Спустя десять лет Миша, получивший прозвище «Япончик», выходит по амнистии на свободу. В Одессе он вместе со своими друзьями, Изей «Майорчиком» и Яшей «Пальчиком», организует банду, промышляющую грабежами и разбойными нападениями. При этом соблюдаются два правила: грабятся только зажиточные люди и не совершаются убийства.
Во время ограбления казино Миша знакомится с неким Львом Барским, который становится его главным советником, отдаёт ему в распоряжение своего племянника Костю и сводит с главным «смотрящим» в Одессе, вором Гершем Менделем. Выполнив для него несколько заданий, Миша завоёвывает авторитет в преступном мире города.
Однако у «Япончика» появляются враги. Первый — бандит по кличке «Акула». Ему не понравилось то, что ещё совсем молодой бандит быстро заслужил уважение Герша и получил возможность частично контролировать преступную деятельность в городе. Второй враг Миши — Григорий Котовский, бандит, известный своими преступлениями в Бессарабии и перебравшийся в Одессу. Он озлобился на Мишку, когда тот, опасаясь за город, запретил ему его деятельность.
Параллельно Миша пытается завоевать сердце девушки Цили Аверман, дочери предпринимателя; ещё десять лет назад Миша, спасаясь от полицейских, бежал через её дом, где, встретив Цилю, влюбился в неё и не переставал о ней думать. Узнав, что Миша — бандит, Циля не принимала его знаки внимания. Но когда он спас ей и её семье жизнь во время очередного погрома, она смягчилась к нему и позже ответила взаимностью. Миша и Циля женятся. Циля хочет, чтобы Миша оставил преступный мир и уехал с ней из России. Но Миша понимает, что это не так просто, из-за чего между супругами несколько раз происходят ссоры.
Тем временем власть в Одессе захватывают белые офицеры. Под руководством генерала Гришина-Алмазова и при содействии сотрудника Киевской контрразведки Бориса Ржевского-Раевского в городе осуществляется борьба с преступниками. Сотни уголовников расстреливаются без суда и следствия. Миша пытается договориться с генералом, а тот в ответ начинает охоту непосредственно на него. Тогда «Япончик» пытается убить Алмазова, но безуспешно. Миша на время покидает Одессу.
Вокруг «Япончика» происходит ряд ужасающих событий: убита актриса Зоя Тор, чей брат Осип, следователь и сосед Мишки, решил, что её убил «Японец» и поклялся ему отомстить; без вести пропадает другой племянник Барского, Давид, которого люди Мишки отправили в Стамбул с крупной суммой денег; на временное пристанище Миши совершает нападение «Акула», убивая одного из его людей и тяжело ранив писателя и друга Мишки Льва Майского. «Япончик» понимает, что в его банде появился предатель. Он просит у Герша разрешения поквитаться с «Акулой», но тот уговаривает Мишу не торопиться.
Спустя время Мишке наносит визит Ржевский-Раевский и предлагает ему организовать нападение на баркас, в котором находится большая сумма денег, предназначенная для большевистского подполья. Миша, в надежде на то, что, получив свою долю, он покинет с Цилей Одессу, даёт согласие. Но после успешного нападения он обнаруживает, что погиб его приятель Иван Мохов, с которым он возвращался из тюрьмы. Желая отомстить, Мишка отказывается отдавать деньги Раевскому, а тот, тайно приведший на место встречи офицеров, а также Осипа Тора, открывает по нему огонь. Завязывается перестрелка, как вдруг появляется «Акула», который со своими людьми убивает большую часть офицеров, кроме скрывшегося Раевского и раненого Тора. Мишку он берёт в плен, называя ему имя предателя — Яша «Пальчик», который поступил так из ревности к нему танцовщицы Розы. Именно по его наводке «Акула» убил Додика и совершил нападение на «Япончика». Бандит также хвастается убийством Зои Тор, которое он совершил, отомстив за смерть брата. В обмен на жизнь Миши «Акула» требует деньги. Изя отдаёт ему сундук, и в этот момент очнувшийся Осип Тор убивает «Акулу». Люди «Япончика» расправляются с оставшимися бандитами, предателя Яшу убивает Костя, а Ржевскому удаётся выжить и уйти с сундуком, не зная, что Изя вместе с напарником «Пиндосом» положили туда груду металла, а деньги спрятали в надёжном месте.
Миша приходит в большевистское подполье и отдаёт деньги соратникам убитого Мохова. Там он выясняет, что Раевский — законспирированный агент ЧК, который был позднее убит за попытку присвоения себе денег по наводке «Япончика». Миша помогает большевикам осуществить в Одессе переворот в надежде на дальнейшее сотрудничество. Но большевики не хотят считаться с бандитом и устраивают в городе уже свой, «красный» террор. Герш лично пытается договориться с новой властью, но его убивают.
Чтобы прекратить беспредел, Миша предлагает красным сформировать из уголовников полк и отправить его на бой с Петлюрой. Начальник ГубКома Стоцкий принимает его предложение, и Мишка становится «красным» командиром полка. В Одессе он снова сталкивается с примкнувшим к красным Котовским, который рекомендует «Японцу» не соваться в армию под угрозой расправы.
Полк Миши «Япончика» отправляют к посёлку, занятому петлюровскими войсками. Вместе с Мишей отправляется беременная Циля. Красноармейцы под руководством «Японца» успешно занимают посёлок. Но до утра удержать его не удаётся: красноармейцев атакуют петлюровцы. Миша уводит за собой часть своих солдат, как вдруг замечает, что оставшихся на поле боя красноармейцев расстреливают полки Котовского.
Миша, понимая, что его в скором времени убьют, а полк уничтожат, решается на последний шанс спастись. Он угоняет поезд, который «котовцы» останавливают на станции Вознесенск. «Япончик» отдаёт Изе последний приказ — вывезти Цилю в Одессу. Простившись с товарищами и Цилей, Миша сходит с поезда, и его тут же расстреливают.

## В ролях
- Евгений Ткачук — Мишка Япончик
  - Петя Скворцов — Мишка Япончик в юности
- Елена Шамова — Циля Аверман, жена Мишки
  - Кристина Кучеренко — Циля Аверман в детстве
- Екатерина Копанова — Софа (Софочка) Аверман, сестра Цили
- Алексей Филимонов — Изя Майорчик, правая рука Миши
- Вадим Норштейн — Яков Матвеевич (Яша) Пальчик
- Илья Лыков — Лев Майский, писатель, репортёр
- Сергей Марин — Осип Эмильевич (Ося) Тор, работник уголовного розыска
- Сабина Ахмедова — Зоя Эмильевна Тор, сестра Оси, поэтесса
- Артём Ткаченко — Борис Анатольевич Ржевский-Раевский, сотрудник контрразведки
- Александр Лазарев-мл. — генерал Алексей Николаевич Гришин-Алмазов, диктатор Одессы
- Анатолий Дзиваев — Николай Никифорович Геловани, начальник полиции
- Владимир Гусев — Иван Капитонович Башко, унтер-офицер полиции
- Анатолий Кот — Юрий Стоцкий, глава революционной ячейки
- Анатолий Гущин — Иван Мохов, революционер
- Яна Поплавская — Софья Ивановна Соколовская, революционер
- Артём Осипов — Александр (Саша) Фельдман, революционер, комиссар
- Кирилл Полухин — Григорий Иванович Котовский
- Руслан Рудный — комдив Иона Эммануилович Якир
- Сергей Гинзбург — Деев, командир полка
- Константин Самоуков — Костик
- Игорь Арташонов — Гуля
- Алексей Гаврилов — Христофор Апостолокакис, «Пиндос»
- Богдан Паршаков — Стёпа Хохол
- Валентин Гафт — Мендель Герш, вор в законе
- Игорь Савочкин — «Акула», бандит
- Яков Гопп — Гриня, брат «Акулы»
- Владимир Мальцев — «Цыган», криминальный авторитет
- Анатолий Отраднов — Макота
- Данил Лавренов — Марк Спиридонович (Марек) Мугинштейн-Дижечка
- Владимир Новиков — Мотя
- Всеволод Шиловский — Лев Яковлевич Барский
- Владимир Долинский — Йоник Левандовский, ведущий в кабаре
- Римма Маркова — пани Бася, содержательница кабаре и притона
- Ольга Кузьмина — Роза, певица из кабаре
- Олег Школьник — Меер-Вольф Мордкович Винницкий, отец Мишки
- Ирина Токарчук — Доба Зелмановна Винницкая, мать Мишки
- Сергей Романович — Берчик, брат Мишки
- Екатерина Рубашкина — Мэри, сестра Мишки
- Татьяна Агафонова — мадам Гликберг
- Велимир Русаков — Сеня Карапет
- Валерий Громовиков — Матвей Пальчик, отец Яши
- Валерий Бассэль — Аверман, отец Цили и Софочки
- Александр Карпов — Соломон Яковлевич Тор, дед Оси и Зои
- Павел Прилучный — Леонид Утёсов, артист и певец
- Юрий Квятковский — Эдик, поэт
- Андрей Ургант — Юваль Лазаревич Гепнер
- Михаил Богдасаров — Наум Соломонович Жирмунский
- Александр Ильин — Пруль, хозяин ломбарда
- Марк Гейхман — ювелир Рувим Яковлевич Рухимовский

## Музыка в фильме
| Исполнитель                     | Название песни                                   |
| ------------------------------- | ------------------------------------------------ |
| Радда Эрденко                   | Крутится, вертится шар голубой                   |
| Карина Габриэлян                | Тум-балалайка                                    |
| Радда Эрденко, Карина Габриэлян | Чирибим-чирибом (Волшебная песня вечного Пурима) |
| Карина Габриэлян                | Бублички                                         |
| Радда Эрденко                   | Йох-чох-чох                                      |
| Карина Габриэлян                | Да, моя голубка                                  |
| Радда Эрденко                   | ay ay hora                                       |
| Карина Габриэлян                | Abi Gezunt                                       |
| Владимир Долинский              | Лимончики                                        |
| Сёстры Бэрри                    | Бай мир бисту шейн                               |
| Алик Фарбер                     | Рахиля, чтоб Вы сдохли, Вы мне нравитесь!        |
| Сёстры Бэрри                    | Ich hob dich zifeel lieb (Я так тебя люблю)      |
| Сёстры Бэрри                    | Шолом Алейхем                                    |
| Сёстры Бэрри                    | О, майн либер тохтер! (Да, моя голубка)          |
| Сёстры Бэрри                    | Купите папиросы                                  |
| Сёстры Бэрри                    | Шмаровозник (Вы злитесь, маленький котенок)      |
| Сёстры Бэрри                    | Марсельеза (Начало первого куплета)              |